# Научно-исследовательский институт железнодорожного транспорта (Россия)
Научно-исследовательский институт железнодорожного транспорта (ВНИИЖТ) — крупнейшая в России научно-исследовательская организация по разработке транспортных технологий в области железнодорожного транспорта.
Создан в 1918 году преобразованием из Конторы опытов над типами паровозов. В 2016 году преобразован в АО «ВНИИЖТ».
Расположен в Москве (3-я Мытищинская улица, дом 10), имеет филиалы и дочерние предприятия: проектно-конструкторское бюро в Москве, экспериментальное кольцо в Щербинке (в том числе Экспериментальную дорогу), уральское отделение в Екатеринбурге, научный информационно-аналитический центр (НИАЦ) в Санкт-Петербурге, скоростной испытательный полигон в Белореченске.

## Образование и реорганизации института
1918 год — постановлением Коллегии Народного комиссариата путей сообщения (НКПС) учреждён Экспериментальный институт путей сообщения (ныне ВНИИЖТ).
1929 год — в связи с индустриализацией страны и необходимостью решения актуальных задач технической реконструкции транспорта Научно-технический комитет НКПС разделён на шесть отраслевых институтов. В 1930 году их число увеличилось до 12, в 1932 году — до 19, но в том же году сократилось до восьми: остались НИИ тяги, пути, транспортного строительства, электрификации, материалов, сигнализации и связи, экономики и Научно-экспериментальный конструкторский институт (НЭКИ).
1935 год — на базе отраслевых институтов созданы два крупных научно-исследовательских центра: НИИ железнодорожного транспорта (НИИЖТ) и НИИ пути и строительства (НИИПС). НИИЖТ занимался проблемами эксплуатации, тяги, вагонов, связи, СЦБ и электрификации, металлов, НИИПС — исследованиями в области земляного полотна и верхнего строения пути, мостов и искусственных сооружений, механизации и организации путевых и строительных работ, строительных материалов.
1940 год — принято решение о разделении этих двух научных центров на шесть НИИ: из НИИЖТа выделены институты паровозно-вагонного хозяйства и энергетики, связи, СЦБ и электрификации; движения и грузовой работы. Кроме того, образован НИИ экономики и финансов. НИИПС разделен на две части — чисто путейскую и строительную (ЦНИИТС).
1941 год — все НИИ эвакуированы в Ташкент и объединены в единый научный центр — Всесоюзный научно-исследовательский институт железнодорожного транспорта (ЦНИИ НКПС). В дальнейшем в течение длительного времени структура научного центра железнодорожного транспорта — ВНИИЖТа — в основном не менялась.
1951 год — директором института назначен И. А. Иванов.
1954 год — специалисты по проектированию и строительству железных дорог переведены в Министерство транспортного строительства.
1988 год — специалисты в области СЦБ и связи переведены во вновь образованный научно-производственный центр МПС−ВНИИАС. Сюда же в 2001 г. перешли специалисты ВНИИЖТа в области эксплуатации железных дорог и грузовой работы.
2007 год — ВНИИЖТ реорганизован в ОАО «Научно-исследовательский институт железнодорожного транспорта».
2016 год — ВНИИЖТ изменено полное и сокращённое наименование: 1) Полное фирменное наименование Общества на русском языке: акционерное общество «Научно-исследовательский институт железнодорожного транспорта»; на английском языке: Joint Stock Company Railway Research Institute. 2) Сокращённое фирменное наименование на русском языке: АО «ВНИИЖТ»; на английском языке: JSC «VNIIZHT»

## Основные направления деятельности
- Поисковые и фундаментальные исследования
- Разработка новых технических средств и технологий для железнодорожного и других видов транспорта
- Разработка новых материалов
- Разработка АСУ и программного обеспечения
- Разработка технических регламентов, нормативных и методических документов
- Пусконаладочные и сертификационные испытания железнодорожной техники и транспортных технологий
- Экспертиза проектов
- Разработка макетных и опытных образцов
- Стандартизация и метрология
- Мелкосерийное производство
- Изготовление прототипов образцов новой техники
- Международные проекты
- Консалтинговые услуги
- Подготовка научных кадров
- Железнодорожный салон EXPO 1520 (на Экспериментальной кольцевой железной дороге ВНИИЖТ)